# P-500 (ミサイル)
P-500「バザーリト」（ロシア語: П-500 «Базальт»）は、ソビエト連邦で開発された対艦ミサイル。また、発展型のP-1000「ヴルカーン」（ロシア語: П-1000 «Вулкан»）についても本項で扱う。
GRAUインデックスとしては、P-500は初期型が4K77、後期型が4K80、P-1000は3M70とされた。また西側諸国においては、アメリカ国防総省（DoD）識別番号としてはSS-N-12、NATOコードネームとしては「サンドボックス」と呼ばれた。

## P-500
1963年2月、第52設計局は、同設計局が開発した長射程対艦ミサイルであるP-6/35「プログレス」（P-6が潜水艦発射型、P-35が水上艦発射型）の後継となるミサイルの開発に着手し、同年12月にはさっそく原案が提出された。1969年からは白海沿岸のネノクサ実験所で発射試験が開始され、1975年までに数十回に渡って試験が重ねられて、同年、海軍への引渡しが開始された。
基本的な部分はP-6が踏襲されたが、飛翔速度・射程・弾頭威力の向上が図られている。飛行パターンも同様であるが、低空飛行時の距離が伸び、また高度もさらに低くなった。ミサイルは通常、8発で「狼群」を構成しており、発射時にリーダー弾が割り振られる。リーダー弾は比較的高い高度（高度5,000メートル以下）を飛翔してパッシブ・センサで索敵し、低高度（高度40-50メートル）を飛翔する他のミサイルに対しデータリンクで目標情報を伝達することになっており、これが撃墜された場合は順次に別のミサイルが交代する。空母機動部隊などを攻撃する際には、リーダー弾により、核搭載弾がもっとも大きな目標に、それ以外のミサイルがその護衛艦に指向されることになっていた。艦上には、衛星と艦との情報交換を含む「コルヴェット」情報処理装置および「アルゴン」攻撃指揮装置が配されており、攻撃計画の策定や誘導情報の入力に用いられた。またその長射程を活かすため、Tu-95RTs偵察機やレーダー基地をセンサーとしたC4ISRシステムである「ウスペク」が配備されており、後には偵察衛星を利用した17K114「レゲンダ」も併用された。
初の搭載例は675型潜水艦（エコー2型）であり、1976年から1984年にかけて、同級の内9隻が、その運用に対応した675MK型として改装された。ただしこの時点では、発射時には浮上しなければならなかったため、戦術的な価値は高くなかった。その後、1143型重航空巡洋艦（キエフ級）と1164型ミサイル巡洋艦（スラヴァ級）にも配備され、水上艦からも運用されるようになった。

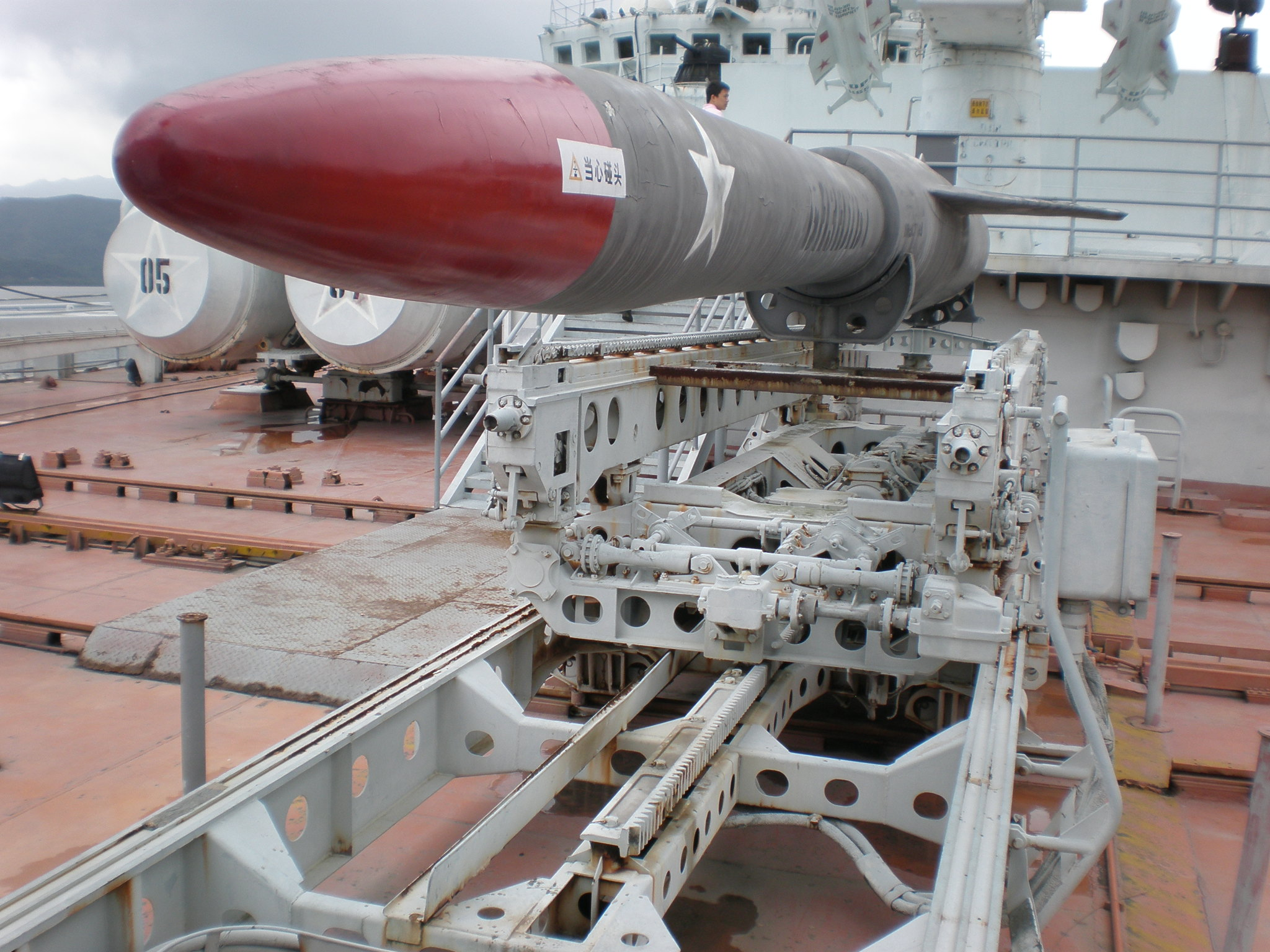
P-500の模擬弾
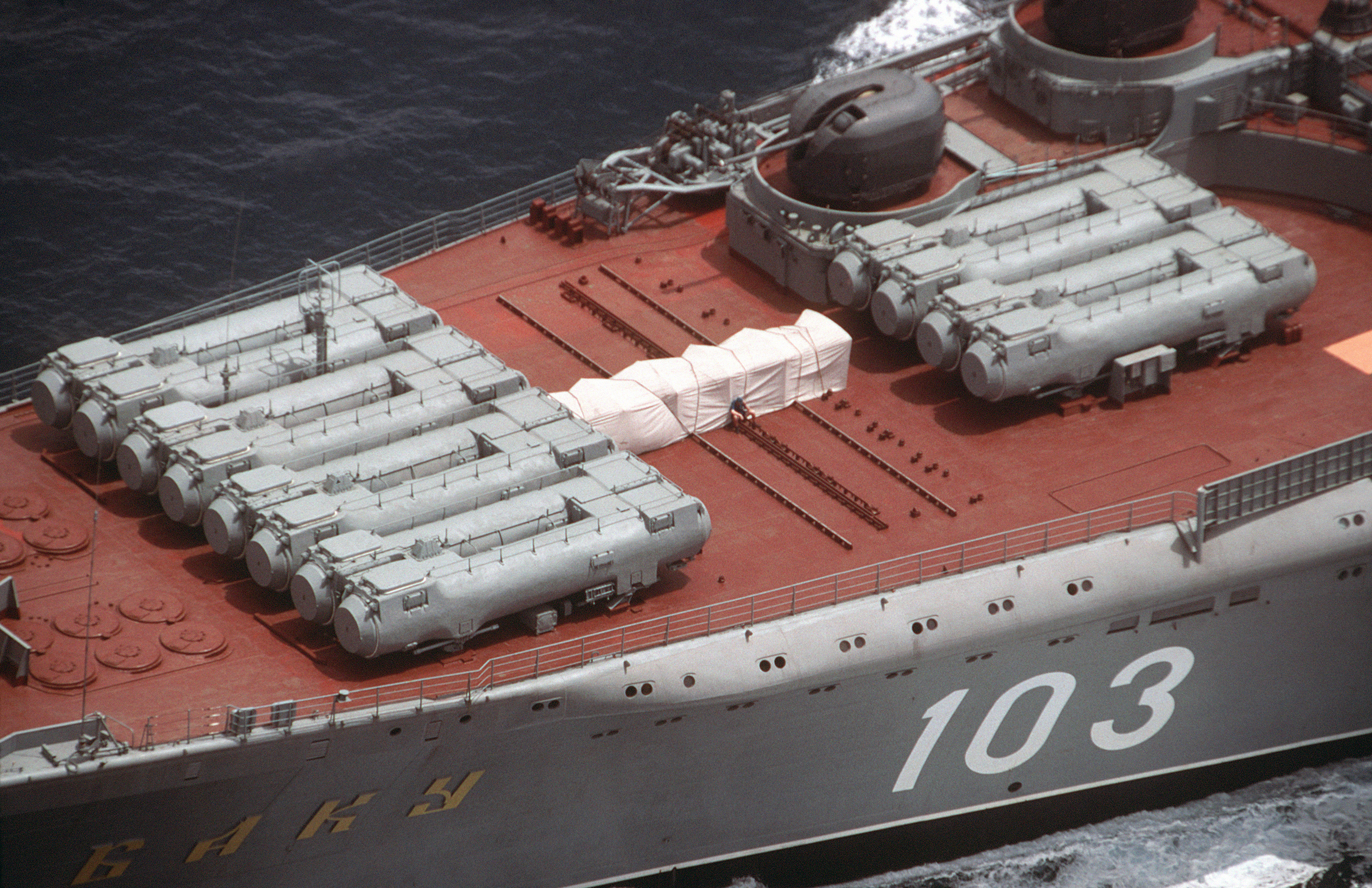
P-500の連装発射筒

## P-1000
P-500にはさらに性能向上の余地があると判断されたことから、1979年5月より、その発展型としてP-1000「ヴルカーン」の開発が開始された。これは主として射程の延伸を重視したものであり、各部をチタン合金製として軽量化し、また発射ブースターの出力も増強された。これにより、最大射程は1,000 kmまで延伸されたものの、既存の発射機では強化型ブースターの噴射に耐えられず破損する恐れが指摘されたことから、まず改良型弾体にP-500のブースターを組み合わせたP-1000漸進型（射程700km）が配備された後、順次に発射機を強化して、正規のP-1000に置き換えられることとなった。外見上、P-500が弾体中央下部に左右分割型の空気取り入れ口を持つのに対し、P-1000はショックコーンの付いた一体型の空気取り入れ口を持つことで区別できる。
1983年よりネノクサ実験所で地上発射試験が開始され、同年12月には675型K-1からの洋上発射試験が行われた。1985年6月までに行われた18回の発射試験のうち10回で成功を記録し、1987年10月、海軍に正式に引き渡された。まず675MK型潜水艦3隻（K-22, 34, 35）がP-1000対応改修を受け、675MKV型となった。K-10も同改修に着手したものの、予算不足から未成となった。水上艦では、まず、スラヴァ級巡洋艦3番艦「ヴァリャーク」が1989年の就役時から搭載し、それ以前に建造された艦についても、1番艦「モスクワ」は1998年、2番艦「マーシャル・ウスチノフ」も1997年にP-1000型に換装した。

## 搭載艦艇
ソビエト連邦海軍/ ロシア海軍
- 675MK/MKV/K/MU型潜水艦（エコー2型）
- 1143型重航空巡洋艦（キエフ級）
- 1164型ミサイル巡洋艦（スラヴァ級）